# Peter Gschnitzer
Peter Gschnitzer (né le 10 juillet 1953 à Vipiteno) est un ancien lugeur italien. 

## Biographie
Appartenant aux Carabinieri, Peter Gschnitzer a participé à des compétitions de luge simple et de double. Il a participé à deux éditions des Jeux olympiques d'hiver en 1976 et 1980 durant lesquels il a gagné la médaille d'argent en double avec Karl Brunner. Avec son coéquipier Brunner, il débute en Coupe du monde lors de l'édition inaugurale 1977/1978, remportant la première course disputée à Königssee et le classement général.

## Palmarès

### Jeux olympiques
- Lake Placid 1980 :  Médaille d'argent en double

### Championnats du monde
- Médaille d'argent en double à Igls en 1977

### Championnats d'Europe
- Médaille de bronze en double à Oberhof en 1979

### Coupe du monde
- Vainqueur du classement général du double en 1978 et 1979.
- 2 victoires en double.